# A II Z
A II Z est un groupe britannique de heavy metal, originaire de Manchester, en Angleterre, actif entre 1979 et 1982.

## Histoire
Le groupe est formé en 1979 et se compose du chanteur Dave Owens, du guitariste Gary Owens, du bassiste Gam Campbell et du batteur Karl Reti. Gary Owens déclare avoir brièvement joué avec Def Leppard auparavant. Les premiers concerts ont lieu dans des pubs locaux. Mais comme cela ne convient pas au groupe, il organise rapidement organisé des concerts dans des salles de classe ; le premier attire environ 400 personnes. Ce chiffre passe à 800 lors du concert suivant, avant d'atteindre près de 1000 spectateurs. Le groupe invite ensuite six labels discographiques à participer à un concert. Le groupe demande également à un manager professionnel de le représenter, ce qui lui permet d'obtenir un contrat chez Polydor, qui a publié l'album live The Witch of Berkeley en 1980,. L'album se vend assez bien et permet d'accroître encore la notoriété du groupe. Suivent des concerts avec Girlschool, dont l'un est enregistré par la BBC pour une future émission de radio en concert, et avec Black Sabbath. 
Au début de l'année 1981, les musiciens sont accusés par le NME d'être des nationaux-socialistes, car le nom et le logo du groupe rappelaient un magazine nazi des années 1920. Cela ne porte toutefois pas atteinte à leur réputation à long terme. La même année, le groupe enregistre ses premiers travaux de studio avec le single No Fun after Midnight, qui sort également en 1981. La face B du single vinyle, Treason, est sélectionnée plus tard, en 1990, par Phonogram pour le sampler New Wave of British Heavy Metal '79 Revisited. Le maxi-single reçoit Valhalla Force comme face B au lieu de Treason. Treason, Valhalla Force et No Fun after Midnight diffèrent de leur reprise d'album respective. Valhalla Force, en particulier, était assez populaire en Scandinavie. Par la suite, tous les membres quittent le groupe, à l'exception de Dave Owens et de son frère Gary Owens (guitare électrique). Le batteur Simon Wright et le bassiste Tony Backhouse rejoignent le groupe en tant que nouveaux membres. Vers la fin de l'année, le deuxième single I'm the One Who Loves You, avec la chanson Ringside Seat comme face B, sort. 
Au début de l'année 1982, le groupe annonce sortir d'autres disques et donner des concerts en Grande-Bretagne et à l'étranger, car il avait déjà donné des concerts dans d'autres régions d'Europe. Cependant, comme le single précédent n'avait pas eu beaucoup de succès et n'avait pas fait l'objet de beaucoup de publicité, le groupe se désintègre lentement. Gary Owans rejoint Tytan et est remplacé par Duncan Ferguson. Dave Owens décide alors de rebaptiser le groupe Aurora au cours de la deuxième moitié de l'année. Wright n'est plus que partiellement actif dans le groupe, puisqu'il a lui aussi rejoint Tytan. En l'espace de plusieurs semaines, le groupe enregistre un single autofinancé. Avant même la sortie officielle, le groupe se sépare en raison du peu d'intérêt médiatique qu'il suscitait. Le single sort fin 1982 sous le nom de I'll Be Your Fantasy, avec la chanson If I Really Knew Her en face B. Le support sonore est publié sans pochette, la sortie prévue d'un album n'ayant jamais eu lieu. Le groupe n'aura d'ailleurs jamais joué en concert sous le nom d'Aurora.

## Style musical
Selon Malc Macmillan dans The N.W.O.B.H.M. Encyclopedia, le groupe joue sur The Witch of Berkeley une musique upbeat comparable à celle d'Excalibur et de Savage. La version single de Valhalla Force rappelle grossièrement Def Leppard. Avec la sortie de I'm the One Who Loves You, le groupe aurait pris une direction plus commerciale. Selon Macmillan, Gary Owens a toujours essayé, comme Boston, d'intégrer des mélodies dans ses chansons. Owens préfère voir le groupe comme un mélange de Rainbow et de Styx. Selon Macmillan, la face A du single est considérée à l'époque comme une « version de second choix » de la chanson Since You Been Gone de Rainbow, tandis que la face B rappelait beaucoup plus le single précédent et offrait un très fort contraste avec la face A. Sous le nom d'Aurora, le groupe aurait sonné de manière plus commerciale et l'unique single serait le plus comparable à Thin Lizzy, notamment sur la face B de ce single. Sinon, le son d'Aurora serait comparable à celui de Meanstrak et Energy.
Selon Matthias Mader dans NWoBHM New Wave of British Heavy Metal The Glory Days, le groupe joue sur son premier album un heavy metal assez fade, teinté d'occultisme. Sur No Fun after Midnight, le groupe serait devenu un peu plus mélodique. Les chansons de l'album et du single sont composées par les frères Owens. À partir du prochain single, un compositeur professionnel, Russ Ballard, est engagé. Mader constate également une forte ressemblance avec Since You Been Gone de Rainbow et note que celle-ci avait également été écrite par Ballard la même semaine pour le même label. Selon Jürgen Hegewald dans le même livre, on peut entendre sur le single Aurora du « NWoBHM mélodique avec un refrain qui fait mouche ».
The Ultimate Hard Rock Guide Vol I - Europe décrit la musique comme du hard rock mélodique.
Dans son livre The Collector's Guide of Heavy Metal Volume 2 : The Eighties, Martin Popoff écrit dans sa critique de The Witch of Berkeley que, comme Witchfynde, le groupe était, au moins en surface, des originaux de black metal, mais sans savoir ce qu'ils faisaient là. L'album est excentrique et sonne comme un groupe de bar qui jouerait dans un bar. La musique n'a cependant rien à voir avec le genre, malgré la présentation black metal. Le single No Fun after Midnight sonne comme les premiers Diamond Head et I'm the One Who Loves You s'oriente vers la pop et possède un groove boogie.

## Discographie
- 1980 : The Witch of Berkeley (album live, Polydor)
- 1981 : No Fun after Midnight (single, Polydor)
- 1981 : I'm the One Who Loves You (single, Polydor)